# Richard Anconina
Richard Anconina (28 de janeiro de 1953) é um ator francês.

## Filmografia
- 1977 : Comment se faire réformer
- 1978 : Les Réformés se portent bien
- 1979 : Démons de midi
- 1980 : Le Bar du téléphone
- 1980 : À vingt minutes par le R.E.R.
- 1980 : Inspecteur la Bavure
- 1981 : L'Arme au bleu
- 1981 : Asphalte
- 1981 : La Provinciale
- 1981 : Le Petit Pommier
- 1981 : Une robe noire pour un tueur
- 1981 : Le Choix des armes
- 1982 : Emmenez-moi au théâtre : L'étrangleur s'excite
- 1983 : Le Battant
- 1983 : Cap Canaille
- 1983 : Le Jeune Marié
- 1983 : Une pierre dans la bouche
- 1983 : Tchao Pantin
- 1984 : L'Intrus
- 1984 : Paroles et Musique
- 1985 : Partir, revenir
- 1985 : Police
- 1986 : Zone rouge [fr]
- 1986 : Le Môme [fr]
- 1987 : Lévy et Goliath [fr]
- 1988 : What if Gargiulo Finds Out?
- 1988 : Envoyez les violons
- 1988 : Itinéraire d'un enfant gâté
- 1990 : Miss Missouri
- 1990 : Le Petit Criminel
- 1991 : A quoi tu penses-tu?
- 1992 : La Place du père
- 1994 : Fall from Grace (TV)
- 1994 : Coma (TV)
- 1996 : Hercule et Sherlock
- 1997 : La Vérité si je mens!
- 1997 : Les Héritiers
- 2000 : Six-Pack
- 2001 : La Vérité si je mens!  2
- 2002 : Gangsters
- 2004 : Alive
- 2007 : Dans les cordes
- 2010 : Camping 2
- 2012 : La vérité si je mens! 3
- 2012 : Stars des années 80
- 2016 : The law of Christophe, TV Movie